# Colocasiomyia sulawesiana
Colocasiomyia sulawesiana är en tvåvingeart som beskrevs av Toyohi Okada och Yafuso 1989. Colocasiomyia sulawesiana ingår i släktet Colocasiomyia och familjen daggflugor. Inga underarter finns listade i Catalogue of Life.